# Нініґорі
Нініґорі (груз. ნინიგორი) — село в Грузії.
За даними перепису населення 2014 року в селі проживає 502 особи.